# Józef Jeleński
Józef Jeleński herbu własnego – szambelan Stanisława Augusta Poniatowskiego w 1783 roku, starosta błądajowski.
Należał do rodziny żydowskich neofitów nobilitowanych na sejmie 1764 roku. Był synem Jakuba, Żonaty z Teresą Szulcówną, miał synów: Marcina Tadeusza, Aleksandra Jana, Adolfa, Edwarda Ernesta, Ignacego, Jana Medarda.